# Ischaemum glaucescens
Ischaemum glaucescens är en gräsart som beskrevs av Elmer Drew Merrill. Ischaemum glaucescens ingår i släktet Ischaemum och familjen gräs. Inga underarter finns listade i Catalogue of Life.